# فینال لیگ اروپا ۲۰۱۸
فینال لیگ اروپا ۲۰۱۸ (انگلیسی: 2018 UEFA Europa League Final) آخرین بازی لیگ اروپا ۱۸–۲۰۱۷، چهل و هفتمین دورهٔ مسابقات فوتبال باشگاهی اروپا است که سالیانه توسط یوفا برگزار می‌شود و پس از لیگ قهرمانان اروپا، معتبرترین جام اروپایی است. این دوره از رقابت‌ها، نهمین فصل برگزاری مسابقات پس از تغییر فرمت و نام جام یوفا به لیگ اروپا می‌باشد. این بازی میان تیم‌های اتلتیکو مادرید اسپانیا و المپیک مارسی فرانسه در ورزشگاه پارک المپیک لیون در دسین شارپیو، فرانسه در ۱۶ مهٔ ۲۰۱۸(۲۶ اردیبهشت ۱۳۹۷-ساعت ۲۳:۱۵ به وقت ایران) برگزار شد که با پیروزی ۳ بر صفر اتلتیکو مادرید در ۹۰ دقیقه به اتمام رسید.
قهرمان این رقابت‌ها در بازی سوپر جام اروپا ۲۰۱۸ به مصاف قهرمان لیگ قهرمانان اروپا ۱۸–۲۰۱۷ خواهد رفت و هم‌چنین جواز حضور در مرحلهٔ گروهی لیگ قهرمانان اروپا ۱۹–۲۰۱۸ را کسب می‌کند.

## تیم‌ها
در جدول زیر، فینال تا سال ۲۰۰۹ در دوره جام یوفا بود، از سال ۲۰۱۰ در دوره لیگ اروپا بود.
| تیم            | فینال‌های قبلی (قهرمانان را با حروف پر‌رنگ نشان می‌دهد) |
| -------------- | ---------------------------------------------------- |
| مارسی          | ۲ (۱۹۹۹، ۲۰۰۴)                                       |
| اتلتیکو مادرید | ۲ (۲۰۱۰، ۲۰۱۲)                                       |

## مکان

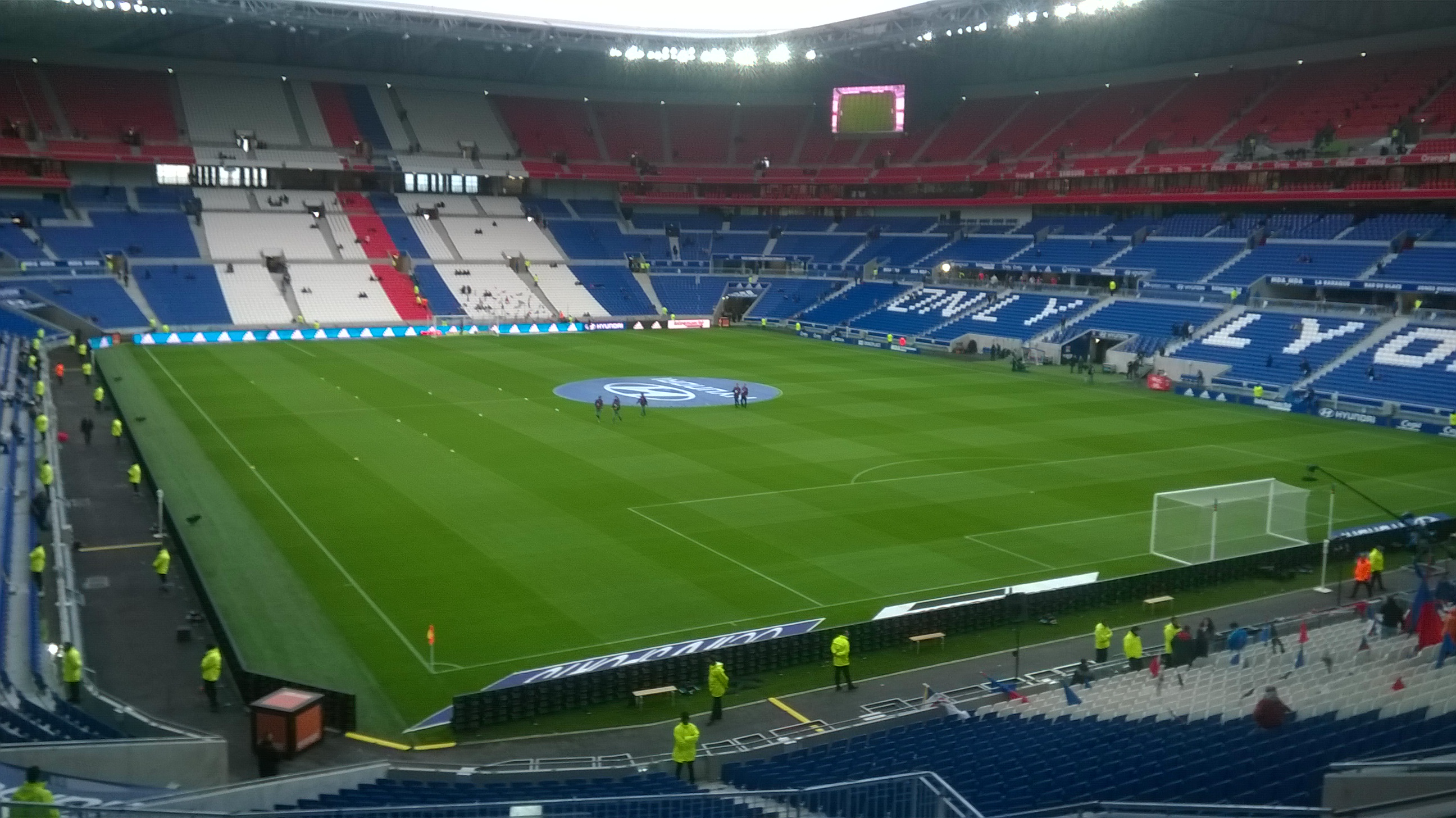
ورزشگاه پارک المپیک لیون در دسین شارپیو میزبان فینال بود.

ورزشگاه پارک المپیک لیون به عنوان مکان نهایی در تاریخ ۹ دسامبر ۲۰۱۶، پس از تصمیم جلسه کمیته اجرایی یوفا در نیون، سوئیس اعلام شد.

## پیشینه
المپیک مارسی بعد از یک پیروزی ۳–۲ در مقابل تیم اتریشی ردبول زالتسبورگ، در وقت اضافه، به سومین فینال خود رسید. آنها در هر دو فینال گذشته (۱۹۹۹ و ۲۰۰۴) نایب قهرمان شدند. این پنجمین فینال آنان در تمام مسابقات فصلی یوفا بود، همچنین در دو دورهٔ جام باشگاه‌های اروپا / لیگ قهرمانان اروپا (قهرمانی در سال ۱۹۹۳ و نایب قهرمانی در سال ۱۹۹۱).
«اتلتیکو مادرید» نیز پس از پیروزی در مجموع ۲–۱ در نیمه نهایی برابر آرسنال، به فینال رسید. آنها در هر دو فینال اخیر (۲۰۱۰ و ۲۰۱۲) قهرمان شدند. این نهمین فینال آنان در مسابقات فصلی اروپا بود و در سه دوره لیگ اروپا و لیگ قهرمانان اروپا (نایب قهرمانی در سال‌های ۱۹۷۴، ۲۰۱۴ و ۲۰۱۶) و سه فینال جام در جام (قهرمانی در سال ۱۹۶۲ و نایب قهرمانی در سال‌های ۱۹۶۳ و ۱۹۸۶).
دو تیم دو بار در لیگ قهرمانان بازی کرده بودند. اتلتیکو مادرید اولین مسابقه را پیروز شد، در حالی که دومین بار در مرحله گروهی لیگ قهرمانان اروپا ۰۹–۲۰۰۸ کشیده شد.

## جزئیات
| مارسی | ۰–۳   | اتلتیکو مادرید               |
| ----- | ----- | ---------------------------- |
|       | گزارش | - گریزمن ۲۱'، ۴۹' - گابی ۸۹' |

| مارسی | اتلتیکو مادرید |

| GK          | ۳۰ | استیو مانداندا           |     |     |
| RB          | ۱۷ | بونا سر                  |     |     |
| CB          | ۲۳ | عادل رامی                |     |     |
| CB          | ۱۹ | لوئیز گوستاوو            | '۷۵ |     |
| LB          | ۱۸ | ژردن اموی                | '۳۸ |     |
| CM          | ۲۹ | آندره فرانک زامبو آنگیسا |     |     |
| CM          | ۸  | مورگان سانسون            |     |     |
| RW          | ۲۶ | فلوریان تون              |     |     |
| AM          | ۱۰ | دیمیتری پایت (ک)         | '۳۲ |     |
| LW          | ۵  | لوکاس اوکامپوس           |     | '۵۵ |
| CF          | ۲۸ | والر ژرمن                |     | '۷۴ |
| ذخیره‌ها:    |    |                          |     |     |
| GK          | ۱۶ | یوهان پله                |     |     |
| DF          | ۲  | هیروکی ساکای             |     |     |
| DF          | ۶  | رولاندو                  |     |     |
| MF          | ۴  | بوبکر کامارا             |     |     |
| MF          | ۲۷ | مکسیم لوپز               |     | '۳۲ |
| FW          | ۱۱ | کونستانتینوس میتروگلو    |     | '۷۴ |
| FW          | ۱۴ | کلینتون انجیه            | '۷۸ | '۵۵ |
| سرمربی:     |    |                          |     |     |
| رودی گارسیا |    |                          |     |     |

| GK            | ۱۳ | یان اوبلاک       |     |     |
| RB            | ۱۶ | شیمه ورسایکو     | '۲۳ | '۴۶ |
| CB            | ۲۴ | خوزه ماریا خیمنز |     |     |
| CB            | ۲  | دیه‌گو گودین      |     |     |
| LB            | ۱۹ | لوکا هرناندز     | '۷۸ |     |
| RM            | ۱۱ | آنخل کوره‌آ       |     | '۸۸ |
| CM            | ۱۴ | گابی (ک)         |     |     |
| CM            | ۸  | سائول نیگس       |     |     |
| LM            | ۶  | کوکه             |     |     |
| CF            | ۷  | آنتوان گریزمن    |     | '۹۰ |
| CF            | ۱۸ | دیگو کوستا       |     |     |
| ذخیره‌ها:      |    |                  |     |     |
| GK            | ۲۵ | اکسل ورنر        |     |     |
| DF            | ۳  | فیلیپه لوئیس     |     |     |
| DF            | ۱۵ | استفان ساویچ     |     |     |
| DF            | ۲۰ | خوان‌فران         |     | '۴۶ |
| MF            | ۵  | توماس پارتی      |     | '۸۸ |
| FW            | ۹  | فرناندو تورس     |     | '۹۰ |
| FW            | ۲۱ | کوین گمرو        |     |     |
| سرمربی:       |    |                  |     |     |
| دیه‌گو سیمئونه |    |                  |     |     |